# Cataloxia diagrapta
Cataloxia diagrapta là một loài bướm đêm trong họ Noctuidae.